# Jánisz Kirásztasz
Jánisz Kirásztasz (görögül: Ιωάννης Κυράστας; Pireusz, 1952. október 25. – Athén, 2004. április 1.) görög labdarúgóedző, korábban válogatott labdarúgó. 

## Pályafutása

### Klubcsapatban
Pireuszban született és ott is kezdett el futballozni az Olimbiakószban. Első mérkőzését 1972. december 10-én játszotta a Kavála ellen. Az Olimbiakósz színeiben 223 mérkőzésen lépett pályára, ebből 16 alkalommal európai kupasorozatokban. A görög bajnokságot 5, a görög kupát 3 alkalommal nyerte meg csapatával.
1981-ben csapattársa Máik Galákosz társaságában a Panathinaikósz csapatához igazolt. 1981 és 1986 között összesen 145 mérkőzésen játszott, melyből 14 alkalommal az európai kupákban kapott lehetőséget. Pályafutásának utolsó mérkőzését az Árisz ellen játszotta 1986 novemberében. A Panathinaikósszal kétszeres görög bajnok és háromszoros kupagyőztes.

### A válogatottban
1974 és 1985 között 46 alkalommal szerepelt a görög válogatottban. Részt vett az 1980-as Európa-bajnokságon.

## Sikerei

### Játékosként
Olimbiakósz
- Görög bajnok (5): 1972–73, 1973–74, 1974–75, 1979–80, 1980–81
- Görög kupa (3): 1972–73, 1974–75, 1980–81

Panathinaikósz
- Görög bajnok (2): 1983–84, 1985–86
- Görög kupa (3): 1981–82, 1983–84, 1985–86

## Külső hivatkozások
- Jánisz Kirásztasz adatlapja a National-Football-Teams.com oldalon (angolul)

- Jánisz Kirásztasz. eu-football.info